# Spokane Valley
Spokane Valley  ist eine City im US-Bundesstaat Washington. Das U.S. Census Bureau hat bei der Volkszählung 2020 eine Einwohnerzahl von 102.976 ermittelt.
Spokane Valley liegt im Spokane County am Fluss Spokane. Der Name basiert auf dem Indianerstamm der Spokan, welche die Gegend bis zur Ankunft der Europäer bevölkerten.
Westlich von Spokane Valley liegt die etwas größere County-Hauptstadt Spokane, östlich liegt Liberty Lake. Im Nordosten wird die kleine Gemeinde Millwood von drei Seiten von Spokane Valley eingeschlossen.

## Geschichte
Das Tal des Spokane war besiedelt von einem Indianer-Stamm der Binnen-Salish, der von den Weißen ab dem späten 18. Jahrhundert Spokane genannt wurde.
1849 baute der erste weiße Siedler Antoine Plante eine Hütte im heutigen Stadtgebiet. Noch vor Gründung der heute größeren Nachbarstadt Spokane entstanden im heutigen Gebiet von Spokane Valley 1850 das erste Geschäft und die erste Fähre der Weißen am Spokane, 1862 der erste Laden, 1864 die erste Brücke, 1866 das erste Haus und 1867 die erste Poststation.
Die Indianer wurden 1858 militärisch besiegt und anschließend in Reservate abgeschoben. Der Zustrom weißer Siedler wurde durch den Anschluss an die Northern Pacific Railway 1883 verstärkt.
Zwischen 1900 und 1922 stieg die Einwohnerzahl von 1000 auf 10.000 durch die extensive Farmlanderschließung mittels Bewässerungstechniken. 1920 wurde die Lokalzeitung Spokane Valley Herald gegründet. In den 1940er Jahren wurden einige Fabriken gebaut.
Die Gemeinde Spokane Valley wurde am 31. März 2003 gegründet durch den Zusammenschluss der Gemeinden Dishman, Green Acres, Opportunity, Trentwood, Veradale, Yardley und Teilen von Chester und Otis Orchards, wobei auch zuvor gemeindefreies Gebiet zwischen diesen Gemeinden mit eingegliedert wurde. Zuvor waren vier Volksabstimmungen zu der Vereinigung gescheitert. Mit 89.440 Einwohnern (Schätzung des Washington State Office of Financial Management, April 2009) ist Spokane Valley nach Spokane die zweitgrößte Stadt im Osten des Staates und die siebtgrößte insgesamt.